# Maria Paula Emunds
Schwester Maria Paula Emunds (* 8. Januar 1865 in Schleiden (Aldenhoven); † 21. Mai 1948 in Aarle-Rixtel) war die Mitbegründerin und erste Generaloberin der Missionsschwestern vom Kostbaren Blut.
Aufgewachsen in einer großen Bauernfamilie in dem Dorf Schleiden bei Jülich entschloss sich Josephine (so ihr Geburtsname) Emunds nachdem sie einige Jahre in Aachen in einem Restaurant und im Haushalt eines Architekten tätig war, im Jahr 1886 dazu, nach Afrika zu gehen, um dort die Arbeit des Trappisten Franz Pfanner zu unterstützen.
Pfanner hatte in Südafrika das Trappistenkloster Mariannhill gegründet und suchte nun Mitarbeiterinnen für seine missionarische Tätigkeit. In der Zeit, als Josephine Emunds nach Afrika kam, durften die Frauen erstmals Privatgelübde ablegen. Damit war ein erster Schritt hin zu einer Ordensgemeinschaft getan.
Zudem richtete Pfanner in dieser Zeit erstmals ein Noviziat ein. Aufgrund von Konflikten mit der Noviziatsleiterin, die ursprünglich einem anderen Orden angehörte, entschloss Pfanner sich dazu, die Novizin Paula Emunds zur Novizenmeisterin zu ernennen.
Als es im Lauf der Zeit zu Konflikten zwischen den beschaulichen Trappisten und dem missionarisch-aktiven Konzept Pfanners kommt, wird Pfanner als Abt von Mariannhill abgesetzt. Die neue Leitung ist nun bestrebt, die Mariannhiller Missionsschwestern mehr den Trappisten anzugliedern, wogegen sich Paula Emunds wehrt.
Diese Bestrebungen, in denen sie von Pfanner unterstützt wird, setzt sie fort, als sie 1907 erste Generaloberin der Missionsschwestern wird. Unterstützung findet sie ebenso bei Papst Pius X.
Als im Jahr 1910 die Mariannhiller Missionare als neue Ordensgemeinschaft entstehen, die nun unabhängig von den Trappisten ist, treibt Mutter Paula auch die Autonomie der Missionsschwestern von den Mariannhiller Missionaren voran. Diese Unabhängigkeit des Schwesternordens erreicht sie 1929.
1931 dankte sie als Generaloberin ab und zog sich in die Klöster der Missionsschwestern in den Niederlanden und Deutschland zurück, während sie als Generaloberin von Afrika und vom Mutterhaus des Ordens im niederländischen Aarle-Rixtel aus gewirkt hatte. Im Mutterhaus starb sie an den Folgen einer Lungenentzündung und einem Schlaganfall am 21. Mai 1948.